# Páni z Kornic
Páni z Kornic (polsky Kornice, Kornicz, Kurnic, Kurnicz, Hospody Błogosław, německy Bies) byli starým slezským rodem z Ratibořského knížectví. Patřili mezi pevně usazené rody. Během staletí se rozšířili Těšínsku, Ratibořsku, Opolsku, Osvětimsku a na Opavsku.

## Historie

### Původ rodu, legenda
Znakem Korniců byl starobylý vinařský lis. Podle pověsti byl tento erb udělen bájnému rytíři Kornicovi ruskými knížaty.

### Písemné zmínky
První doložené zápisy byly z let 1283–1290, kdy byl ve vsi Kornice zmiňován jistý Ješek z Kornic. Byl podkomoří těšínského knížete Měška I. Těšínského. Ješek z Kornic byl řečený "Střela", okolo roku 1300–1305 měl v držení Dolnosobišský dvůr. Podle tohoto dvora dostala jméno vesnice Soběšovice. Dále byl v roce 1297 svědkem při pořízení listiny o hranicích mezi Těšínem a Moravou na řece Ostravici. Dále pak v letech 1304, 1316, již jako dvorní sudí knížete Měška I. Těšínského.

## Rodové větve
Rod Pánů z Kornic byl dosti rozvětven, přídomek z Kornic používali např. také: Antoněvští (Antoniewicz), Antonovičové (Antonowicz), Bělíkové (Bielik), Biesové (Bies), Bludoviští (Bludowski), Dembovští (Dembowski), Dubovičtí (Dubowicki), Dubověcští (Dubowiecki), Gurečtí (Gorecki), Hrozimontové (Grodzimont), Hinalové (Hinal), Huntové (Hunt), Horodečtí (Horodecki), Hunelové (Hunel), Invaldští (Inwaldzki, Inwałdski), Jajkovští (Jajkowski), Jaroševští (Jarosiewski, Jaroszewski, Jaroszowski), Jaseniští (Jasienicki, Jasieniecki), Jendruští (Jędruski), Karnaholští (Karnaholski), Karnaševičtí (Karnaszewicz, Karnazewicz), Karnilovičtí (Karniłowicz), Karšazevští (Karszazewicz), Katovští (Katowski), Klarové (Klar), Klochové (Cloh, Kloch), Kmitové (Kmita), Kočenští (Koczeński), Kordovští (Kordowski), Kornové (Korn), Kornaholští (Kornaholski), Kornaševští (Kornaszewski), Kornicové (Kornic), Korničtí (Kornickii, Kornicz), Kornilovičové (Korniłłowicz, Korniłowicz, Korniłowski), Korolkové (Korolko), Korovničtí (Korowicki), Korpulevští (Korpulewski), Kurněvští (Kurniewicz), Laskovští (Laskowski, Laszkowski), Lyjasovští (Lyaszkowski), (Laškovští (Łaszkowski), Maršálkové (Marszałek), Meduští (Meduski), Meteličtí (Metelicki), Porembští (Porembski, Porębski), Purubští (Porubski), Roškovští (Roszkowski), Rymultovští (Rymułtowski), Salačtí (Sałacki), Siestřenští (Siestżeniec), Slopoští (Słop), Sobkové (Sobek), Sokolští (Sokoł, Sokołowski, Sokuł), Štěpanovští (Szczepanowski), Tuhlinští (Tuhliński), Valceřovští (Walcerowski), Vasilovští (Wasilowski, Wasiłowski), Vilamovští (Wilamowski), Zakževští (Zakżewski), Zdaňští (Zdański, Zdzański).

### Bělikové z Kornic
Jistý Jan Bělík je písemně doložen k roku 1422, kdy získal panství Bohumín. V roce 1426 v Bohumíně vyhlásil právo "odúmrt", tedy dědické právo až do čtvrtého kolena. Listina byla sepsána podle listu, daného občanům Těšína a Fryštátu knížetem Boleslavem I. Těšínským (Bolek z Boží milosti knížete Slezský, pán Těšínský atd.).
Okolo roku 1486 si nechal, jako hejtman Horního Slezska, ve službách krále Matyáše Korvína, namalovat erb, který je uložen v Zemských deskách Moravy a Slezska. Po něm Bohumín převzal Matyáš Sobek z Kornic.

### Sobkové z Kornic
Sobkové byli odvozeni od křestního jména Soběslav.
Významné postavení maršálka Těšínského knížectví zastával Sobek Pientlant z Kornic (psal se také jako Baugartner von Ogrozin). V roce 1402 získal od bratří Pánů z Kravař pro těšínského knížete frýdecké panství s Místeckem. Znám je také Mikuláš Sobek, který byl před rokem 1430 kaplanem knížete Boleslava I. Těšínského, který byl řečený Bolek.
Sobkové z Kornic patřili mezi zámožnou šlechtu jak v Těšínském knížectví, tak i na Moravě. V průběhu 14. až 16. století postupně drželi Ohrazenou, Bohumín, Porubu, Třebovice, Tlumačov, Strumeň, Konskou, Blahotice, Horní Žukov, Ropici a další statky, podle kterých se pak psali. V roce 1573 byli těšínským knížetem potvrzeni Václavem III. Adamem Těšínským do panského stavu (v Zemích Koruny české to byl stav rytíře).
V letech 1591–1615 je doložen Jiří Sobek († asi 1615), syn Šebestiána Sobka. Jeho první manželkou byla Zuzana Mléčková z Jílovnice, měli syny Jindřicha († 1637) a Jiřího († 1649). Druhou manželkou pak byla Zuzana svobodná paní Sunegová z Jesenice, Budatína a Súče (rod Sunegů pocházel ze současného Slovenska), s ní měl syna Karla. Tento Karel Sobek († před 1650) byl po otci pánem na Konské a Ropici, dokoupil Lyžbici. V roce 1621 oženil s nemajetnou Zuzanou Matyášovou z Matyášovic. Druhou ženou byla Zuzana Laryšová ze Lhoty. V roce 1655, 13. dubna, podepsal a zpečetil Krištof Larisch ze Lhoty, jako svědek, smlouvu, kterou Zuzana Sobková, rozená Larischová ze Lhoty, prodala svůj podíl na statku Konská, Anně Marii Sobkové, rozené Šárovcová ze Šárova. Jeho syn Jan Jiří Sobek v roce 1651 prodal Ropici, v roce 1656 Konskou. Jeho manželkou byla moravská exulantka Anna Marie Šarovcová ze Šarova a na Opavsku, kde po roce 1656 dožíval.
Jiřík Sobek (1608–1649) měl za manželku Helenu Mléčkovou z Jílovnice, narodila se mu s ní dcera Helena. Dcera Helena byla mezi léty 1674–1676 manželkou Františka Albrechta svobodného pána Skrbenského z Hříště, pána na Petříkovech a Vratíškovech, což byl syn Kryštofa Bernarda Skrbenského z Hříště na Hošťálkovech. Druhou manželkou byla Anna Skrbenská z Hříště, narodil se syn Rudolf. Jiří Sobek byl přísedící zemského soudu. Po jeho smrti se Anna, rozená Skrbenská z Hříště, 10. února 1657 provdala za Kašpara Borka svobodného pána z Roztropic, pána na Hradišti, zemského hejtmana Těšínského knížectví. Její manžel byl ortodoxní katolík, svého adoptovaného syna Rudolfa přivedl ke katolické víře. Poznámka: O Jiřím  Sobkovi bylo v knihách zaznamenáno, že v roce 1611 odmítl půjčit těšínskému knížeti Adamu Václavu Těšínskému soudek tokajského vína, rovněž nelegálně v Blahoticích šenkoval vodku, tím porušoval těšínské právo.
Jméno Jindřicha Sobka († 1637) se v historických záznamech na Těšínsku objevuje až v roce 1617. Jistého rytíře, Jindřicha Sobka z Kornic, zmiňuje rožmberský kronikář Václav Březan v souvislosti s manželkou Petra Voka z Rožmberka, Kateřinou z Ludanic († 1601). V roce 1617 získal Jindřich Sobek z Kornic od bratra Jiříka, Václavovice s Horní Datyní. Držel také Blahotice, okolo roku 1619. Jeho manželkou byla Justina, rozená Radocká z Radoče (možná shoda s Radečtí z Radče). Spolu měli děti: Helenu Juditu a Karla Jiřího. Jindřich Sobek zemřel 29. prosince 1637 ve Václavovicích (Wienczlowicích).
Jeho syn Karel Jiří Sobek z Václavovic a Datyně (asi 1637 – po 1673), měl syny Jindřicha Ferdinanda a Karla. V roce 1666, 26. června, prodal ves (Václavovice a Datyně) Jiřímu Jaroslavovi Skrbenskému z Hříště, který je tím začlenil do svého panství. Téhož roku, 22. července, Karel Jiří koupil od rytíře Jana Dahma z Frydersdorfu statky: Hradec, Svěntošůvka, Běry a Javoří. V Hradci přestavěl původní sídlo do romantického zámku. V roce 1669 zde založil školu. V roce 1673 se Karel Jiří účastnil svatby Adama Borka z Roztropic, zemského hejtmana těšínského knížectví a Johanky Skrbenské z Hříště na zámku v Šenově. Byl svědkem ženicha, tedy tou dobou byl již katolické víry. Jeho synové vlastní po zděděný majetek do začátku 18. století. – Karel v roce 1701 prodal Hradec, Svěntošůvku a Běry za 1700 tolarů Ferdinandovi Larišovi ze Lhoty.
V roce 1635, 27. listopadu, byli bratři Jindřich († 1637) a Jiřík († 1649) povýšeni do starého českého stavu. V roce 1637, 26. srpna, pak diplomem císaře Ferdinand III. Habsburský do starého panského stavu, který jim byl udělen téhož roku, 30. října. Stav však nebyl udělen jejich bratrovi Karlovi.
Rudolf Sobek (před rokem 1649–1712) měl za manželku Helenu Marklovskou ze Žebráče, spolu měli syna Rudolfa II.. Druhou manželkou pak byla Marie Anna svobodná paní von Rauten. Spolu měli syny Jiřího Mikuláše, Karla Jindřicha. Rudolf Sobek z Kornic, stejně jako jeho otčím, byl aktivní šiřitel katolické víry. Od roku 1674 byl zemským hejtmanem a sudím Těšínského knížectví, jako císařský komisař byl pověřen zajištění obrany země proti kurucům. V roce 1683] zajišťoval průchod armády polského krále Jana III. Sobieského (známý jako turkobijec), který táhl na pomoc Turky obležené Vídni. V letech 1697–1709 byl maršálkem Těšínského knížectví.
Rudolf II. Sobek († 28. duben 1720) se stal kancléřem těšínského knížectví. Zdědil Rudici, Landek, Bobrek a Blahotice. V roce 1695, 23. září, si vzal za manželku Helenu Rostkovou ze Bzí, vdovu po Karlu Dětřichovi Skrbenském z Hříště. V Šenově se jim narodil syn Maxmilián Jindřich (*1704). Rudolf II. Sobek byl poručníkem Karlu Františkovi a Jiřímu Leopoldovi Skrbenským z Hříště. Na zámku v Šenově byl připomínán ještě v roce 1700, kdy s rytířem Eretmanem Vlkem z Kvítkova a Maxem svobodným pánem Skrbenským z Hříště sepisují zprávu o chatrném stavu opevnění Moravské Ostravy.
Bratr Rudolfa II. Sobka byl Jiří Mikuláš, který byl 5. května 1688 adoptován svým dědem „von Rauten“, který pocházel z litevského šlechtického rodu diplomatů na rakouském císařském dvoře. Ten mu odkázal rozsáhlé majetky. Mikuláš zemřel 1. dubna 1695, před svou plnoletostí, jeho práva k majetku zdědil jeho mladší bratr Karel Jindřich. Ten dále po otci zdědil statek Újazd, po bratrovi zámek Koszęcin. V roce 1712 byl majitelem zámku a panství Ratiboř (Racibórz). Byl císařským tajným radou a komořím, zemským hejtmanem knížectví opolského a ratibořského. Karel Jindřich zdědil také erb a predikát po vymřelém rodu von Rauten. V roce 1715, 18. října, stal říšským hrabětem. Po povýšení do hraběcího stavu mu v erbu přibyly k rodovému znaku tři stříbrné okřídlené šipky a zelený vavřínový věnec. Vnuk Karla Jindřicha, syn Felixe Erdmana, hrabě Johan Karl Sobek z Kornic von Rauthen, se 1. února 1769 oženil s Maxmiliánou, svobodnou paní Skrbenskou z Hříště, dcerou Karla Traugotta Skrbenského z Hříště na Hošťálkovech.

### Sobkové z Kornic a na Štáblovicích
Maxmilián Jindřich Sobek (*1704 – 1. července 1771), syn Rudolfa II. prodal v roce 1725 rodinné statky za 18 750 tolarů slezských, nevlastnímu bratrovi Jiřímu Leopoldovi Skrbenskému z Hříště a odstěhoval se na Lehnicko. Od roku 1763 zastával úřad Slezského zemského presidenta. Jeho první manželkou byla Margaretha Aurelie von Vollbracht. Druhá manželka byla Karolína Josefa Rogojská z Rogozníka. S tou vyženil v Opavě palác na tehdejší Panské ulici (dnes Masarykova třída), zvaná Sobkův palác.
Spolu měli čtrnáct dětí. V roce 1741 koupil statek Slatina (dříve u Opavy, dnes v okrese Nový Jičín). Od hraběte Karla Otty von Salm-Neuburg koupil v roce 1760 Štáblovice. On byl zakladatelem větve Sobkové z Kornic a na Štáblovicích. Z dětí byl nejvýraznější Cajetan Josef Franz svobodný pán Sobek z Kornic (1746–1813), jeho manželkou byla Aloisie Kiselovská z Kiselova. Cajetan byl císařským skutečným tajným radou a komořím, prezidentem zemského soudu knížectví opavského a krnovského.
Spolu měli dvě děti: dceru Barboru (1781–1833), syna Ignáce Antona (1784–1832). Barbora Sobkovna byla manželkou Karla Traungotta III. Gabriela Skrbenského z Hříště (1781–1838). Ignác Anton (1784–1832), zastával funkce c.k. komořího, zemského hejtmana a prezidenta zemského soudu knížectví opavského a krnovského.
Nedokončený rozrod Sobků z Kornic od Maxmiliána Jindřicha svobodného pána Sobka z Kornic (1704–1771) byl zpracován, ale nedokončen, Franzem Josefem Häussler v roce 1928.

### Hynalové z Kornic
Po roce 1490 je zmiňován Jiří Hynal z Kornic, majitel obce Suchá.
Jindřich Hynal (1590–1614) na Vřesině a Znakově, byl nejvyšší písař Opavského knížectví. Dokládá to dochovaná relace z roku 1589, která popisuje jmenování nového opavského zemského písaře Jindřicha Hynala z Kornic, který následně zastával tento úřad až do roku 1610.
Jeho syn byl Václav Hynal. Po něm byla dochována pečeť o velikosti tvaru vejce (20 x 23 mm), nesoucí rodový znak a nápis "WENCESLAVS • HINAL • VON • KORNICZ." Václav Hynal byl syn Jindřicha Hynala (1590–1614) na Vřesině a Znakově, byl nejvyšší písař Opavského knížectví. Václav Hynal († 1641) byl radou kardinála Františka z Ditrichštejna. Zemřel bezdětný.
Bratrem Jindřicha Hynala († 1614) byl Václav, okolo roku 1647 byl komisařem vojenských účtů za opavské stavy. Větev vymřela.
V kostele sv. Václava v Moravské Ostravě byl náhrobek Jana Jeřábka z Mořkova († 23. března 1603) a jeho ženy Marty Hynalové z Kornic († 8. dubna 1621). Renesanční konstrukci stavěl okolo roku 1603 vlašský kameník Joannes Rinolt, který je podepsaný na hlavici severního sloupu a mimo podpis nese také dva alianční erby: první Jana Jeřábka a Marty Hynalové, druhý Matyáše Háka Blučinského (zeť) a Kateřiny Jeřábkové z Mořkova (dcera). Jan Jeřábek z Mořkova držel v Těšínském knížectví panství Střítež. Dokládá se, že v roce 1584 zabil v souboji Jana Kyselovského z Kyselova. Také byl obviněn z krádeží dřeva z knížecího lesa u Smilovic, na tzv. Gutském vršku. Jeho žena byla uznána vinnou z čarodějnictví, jejich statek ve Smilovicích propadl těšínské kněžně Kateřině Sidonii Sasko-Lauenburské. Manželé museli prodat Střítež a vystěhovat se z knížectví, na Moravu, do Moravské Ostravy.

### Gurečtí z Kornic
Sv. Jan Sarkander, který se narodil 20. prosince 1576 ve Skočově, měl za matku Helenu rozenou Gurecká z Kornic, jeho otec je Řehoř Sarkander.
V roce 1583 je zmiňován Petr Gurecký z Kornic a Velké Hůrky, ve věci sporu o panství Fryštát.
V Těšínském knížectví byl zmiňován na Chotěbuzi (tvrz, zámek):
- Mikuláš Gurecký z Kornic († 1710), na Holešově a Kozakovicích
- Anna Gurecká z Kornic, manželka Kašpara st. Rudzkého z Rudz († 1619) a na Kamenici.

Mikuláš byl pak zmiňován v listině z roku 1649, kdy byl on a Jan Radocki z Radoczy, vyslán kněžnou Alžbětou Lukrécii Těšínskou do Landeku, aby zde pořídili inventarizaci majetku po zemřelém baronovi Jiřím Sobkovi († 1649) z Kornic, pána na Landeku, v Rudici a Ropici.
V roce 1710 bylo císařem Josefem I. Habsburským povoleno slezským evangelíkům vystavět šest nových kostelů, mezi nimi i Ježíšův kostel v Těšíně. Listina byla sepsána česky, podepsali ji příslušníci nejvýznamnějších těšínských šlechtických rodů: mezi jinými Ludvík Gurecký z Kornic, Václav Vilém Rusecký z Ejvaně, Václav Pelhřim z Třenkovic (Třanovice), Fridrich Čammer, Adam Marklovský, Jan Adam Bludovský z Dolních Bludovic, Bernard Marklovský, Fridrich Cardinal z Viderna, Ferdinand Henryk Sobek z Kornic a Jiří Fridrich Bludovský.
Na epitafu Jindřicha Vachtla z Pantenova byl zmíněn erb "DIE GURETZKY VON CORNITZ".

### Kornicové z Dubovce
Mikuláš Kornic z Dubovce (Dębowiec, Polsko) byl v letech 1434–1438 a 1440–1431 maršálkem Těšínského knížectví.

### Kornicové z Jarošova
Mikuláš Kornic z Jarošova (Jaroszów), známý jako Mikuláš Kornic Siestżeniec († 1445), purkrabí bedzinský (Będzin, Polsko) a rabštýnský (Rabsztyn, Polsko). Byl také majitel Malých Křižanovic (Kżyżanowice Małe, dnes součást Proszuwek, Polsko), podle kterých se psal v 1414–1429.
Dne 10. dubna 1415 se po válkách s Řádem německých rytířů stal purkrabím hradu Będzin. V roce 1421 byl vyslancem krále Vladislava II. Jagello v Praze. V roce 1429 byl stoupencem husitského hnutí, zejména pak programu husitského biskupa Jana Šafraňce (Jan Szafraniec), také hrozil polskému králi (Vladislav II. Jagello) nájezdem husitských vojsk. Husitou nebyl, ani husitství (přijímání podobojí) nikdy nepraktikoval. Z hradu Będzin podporoval husitské jednotky, Na svých nepřátelích se dopouštěl násilí, např.: Jana Olešnického (Jan Głowacz Oleśnicki) královského maršálka obvinil z toho, že není šlechtického původu, Tomáši z Navojové (Tomek z Nawojowej) unesl dítě, měšťana z biskupského města Slavkova (Sławków) nechal uvěznit v okovech. V roce 1434, 1. března, byl odsouzen za některé své činy:
- krádež části pokladu, který patřil králi, když v roce 1410 dobyl křižácký hrad Dzierzgoń (Dzierzgoń, Polsko)
- vlastizrada Polského království
- spolčení se proti Polskému království s Zikmundem Korybutovičem (Zygmunt Korybut)
- vydání polských zajatců (Turků) uherskému králi (Zikmund Lucemburský)
- falšování dokumentů
- podporování slezských lupičských band na svých hradech

Rozsudkem bylo, že s okamžitou platností ztratil funkci purkrabího. Obratem si však koupil doživotní funkci úředníka (polsky wójt, německy Vogt, Voigt i Fauth, latinsky advocatus) ve městě Bedzin (Będzin, Polsko). Díky známostem s rodem Šafraňců (Szafrańcowie) se stal také purkrabím na hradě Rabsztyn a starostou v Pzebudzi (Pżedbuż).

### Nezařazení členové
Jistý Burján Sobek z Kornic († po r. 1544) byl český právník, překladatel a propagátor luterství, byl blízký přítel Martina Luthera.

## Rodový erb
Rodový erb se vyskytoval v základním provedení a pak dle jednotlivých rodových větví. Místo zlaté barvy, se někdy objevuje barva stříbrná.

### Základní
V červeném štítu je umělecké vyobrazení lisu (vinařský), někdy je považován za kříž sv. Antonína, stojící na třech zlatých stupních. Vodorovné břevno je na obou koncích zakončené zlatou koulí. Z klenotu vyrůstá horní polovina trupu muže, s vlasy a plnovousem, bez rukou. Muž je oděn červeně a přepásán zlatým pásem. Na hlavě má červený klobouk se zlatou krempou. Přikryvadla jsou červeno-zlatá.

### Bělík z Kornic
V červeném štítu je umělecké vyobrazení lisu (vinařský), někdy je považován za kříž sv. Antonína, stojící na třech zlatých stupních. Vodorovné břevno je na obou koncích zakončené zlatou koulí. V klenotu je stojící muž bez rukou, s knírem.Muž je oděn červeně, se stříbrným límcem, zlatými knoflíky a přepásán zlatým pásem. Na hlavě má červený klobouk se stříbrnou krempou. Přikryvadla jsou červeno-zlatá.

### Sobek z Kornic
V červeném štítu je umělecké vyobrazení lisu (vinařský), někdy je považován za kříž sv. Antonína, stojící na třech zlatých stupních. Vodorovné břevno je na obou koncích zakončené zlatou koulí. V klenotu je stojící muž bez rukou, s knírem.Muž je oděn červeně, se stříbrným límcem, zlatými knoflíky a přepásán zlatým pásem. Na hlavě má červený klobouk se stříbrnou krempou. Přikryvadla jsou červeno-zlatá.
Po povýšení do hraběcího stavu byly k erbu přidány tři okřídlené šipky a zelený vavřínový věnec.

### Hynal z Kornic
V červeném štítu je umělecké vyobrazení lisu (vinařský), někdy je považován za kříž sv. Antonína, stojící na třech zlatých stupních. Vodorovné břevno je na obou koncích zakončené zlatou koulí. V klenotu je polovina dlouhovlasého muže s bílým plnovousem a bez rukou. Muž je oděn modře. Na hlavě má modrý klobouk se zlatou krempou a zlatým střapcem. Přikryvadla jsou červeno-zlatá.

### Mikuláš z Kornic a Jarošova
V červeném štítu je umělecké vyobrazení lisu (vinařský), někdy je považován za kříž sv. Antonína, stojící na třech stříbrných stupních. Vodorovné břevno je na obou koncích zakončené zlatou koulí. V klenotu je stojící muž bez rukou, s knírem. Muž je oděn červeně, se stříbrným límcem, zlatými knoflíky a přepásán zlatým pásem. Na hlavě má červený klobouk se stříbrnou krempou. Přikryvadla jsou červeno-zlatá. V klenotu je pět pštrosích per.

## Majetek

### Bělíkové z Kornic
Bohumín: 1422 (Čeněk a Mikuláš páni z Tvorkova, prodali panství Janu Bělíkovi z Kornic, toto potvrdili Mikuláš V. Krnovský a Václav IV. Ratibořský, dne 27. října 1428, po Janu Bělikovi pak vládl Matyáš Sobek z Kornic)
Hranice: 1470, Jan Bělík zástavou od Albrechta Kostky z Postupic
Zámek Veselí nad Moravou: 1527, kdy bylo zapsáno do zemských desek Hynkovi Bilíkovi z Kornic

### Sobkové z Kornic
Ve službách těšínských knížat získali rozsáhlý majetek, např. Ohrazené, Bohumín, Strumeň, Ropici.
Slezskoostravský hrad: 1442–1447 (Mikuláš z Dubovce, zástavou), okolo 1466 (Jan Bělík z Kornic, zástavou)
Tvrz Lipka: 1513 (Jindřich Sobek z Kornic)
Ves Konská a zámek: 1570–1656 (Šebestián Sobek, po něm jeho syn Jiřík Sobek † 1615, po něm pak jeho nejmladší syn Karel Sobek, byla prodána 26. listopadu za 2600 slezských tolarů rytíř Vejkartu Skrbenskému z Hříště)
Václavovice s osadou Lipová (později Horní Datyně) a Šenovem: 1591 (Jiřík Sobek) do 1666 (Karel Jiří Sobek z Václavovic a Datyně), celkem 3 generace
Blahotice: 1591 (Jiřík Sobek)
Právo na výběr mýta mezi Blahoticemi a Konskou: (Jiřík Sobek, od císaře Rudolfa II.)
Rakovec (dnes součást Václavovic): 1596 (Jiřík Sobek, založeno na tzv. "zeleném drnu", dnes se říká na "zelené louce" dne 19. září)
Ropice: 1606–1615, až do 1651 (Jiřík Sobek, od své tety Elišky Vlčkovny, vdově po strýci Jiříkovi Sobkovi, po něm pak syn Karel Sobek)
Velká Rudice: 1607 (Jiřík Sobek)
Kaňovice: 1613 (Jiřík Sobek, založeno na tzv. "zeleném drnu", dnes se říká na "zelené louce" dne 29. října)
Lyžbice: 1621 (Karel Sobek † 1650, nejmladší syn Jiříka Sobka † 1615)
Malá Rudice a Landek: (Jiří Sobek ml., syn Jiříka Sobka † 1615)
Bílsko: 1632 (Karel Sobek, pronájem od Julia Sunegy)
Panství Tlumačov

### Sobkové z Kornic a na Štáblovicích
Zámek Štáblovice: 1759–1945 (Sobkové z Kornic a Sobek ze Skal)
Palác v Opavě na Panské ulici: 1763 (dnes Sobkův palác)

### Hynalové z Kornic
Dolní Suchá a Prostřední Suchá: 1471 (Petr Kusý ze Suchej odprodal Prostřední Suchou Jiříku Hynalovi), 1490 (Jiřík Hynal získal také Dolní Suchou)
Ves a tvrz Střítež: 1570–1594 (Jan Jeřábek z Mořkova † 1603, s manželkou Martou Hynalovnou † 1621)
Dům v Moravské Ostravě: 1591–1594 (Jan Jeřábek z Mořkova † 1603, s manželkou Martou Hynalovnou † 1621)
Dům v Kojetíně: před rokem 1641 (Václav Hynal † 1641)

### Gurečtí z Kornic
Vilémovice (Wilamowice): okolo roku 1700
Ves a tvrz Chotěbuz: 1701 (Mikuláš Gurecký z Kornic † 1710 a na Holešově (Goleszów, Polsko) a Kozakovicích (Kozakowice, Polsko)

### Bludovský z Kornic
Obec Bělá: 1529 (Kašpar Bludovský z Kornic)

### Rymultovští z Kornic
Zámek Šumbark: po smrti Václava III. Adama Těšínského získal od Těšínské komory Jan Rymultovský z Kornic a nechal jej přestavět na barokní zámek
Horní Bludovice (zámek): v 18. století

### Neurčeno
Kostel svatého Mikuláše: ve 14. století nechal postavit gotický kostel Adam z Kornic
Bartovice: okolo roku 1411 prodal Ješek Kornic ves (Bartelsdorf) Ondřeji z Tvorkova

## Galerie

Erb Mikuláše z Kornic a Jarošova, řečeného Siestżeńec
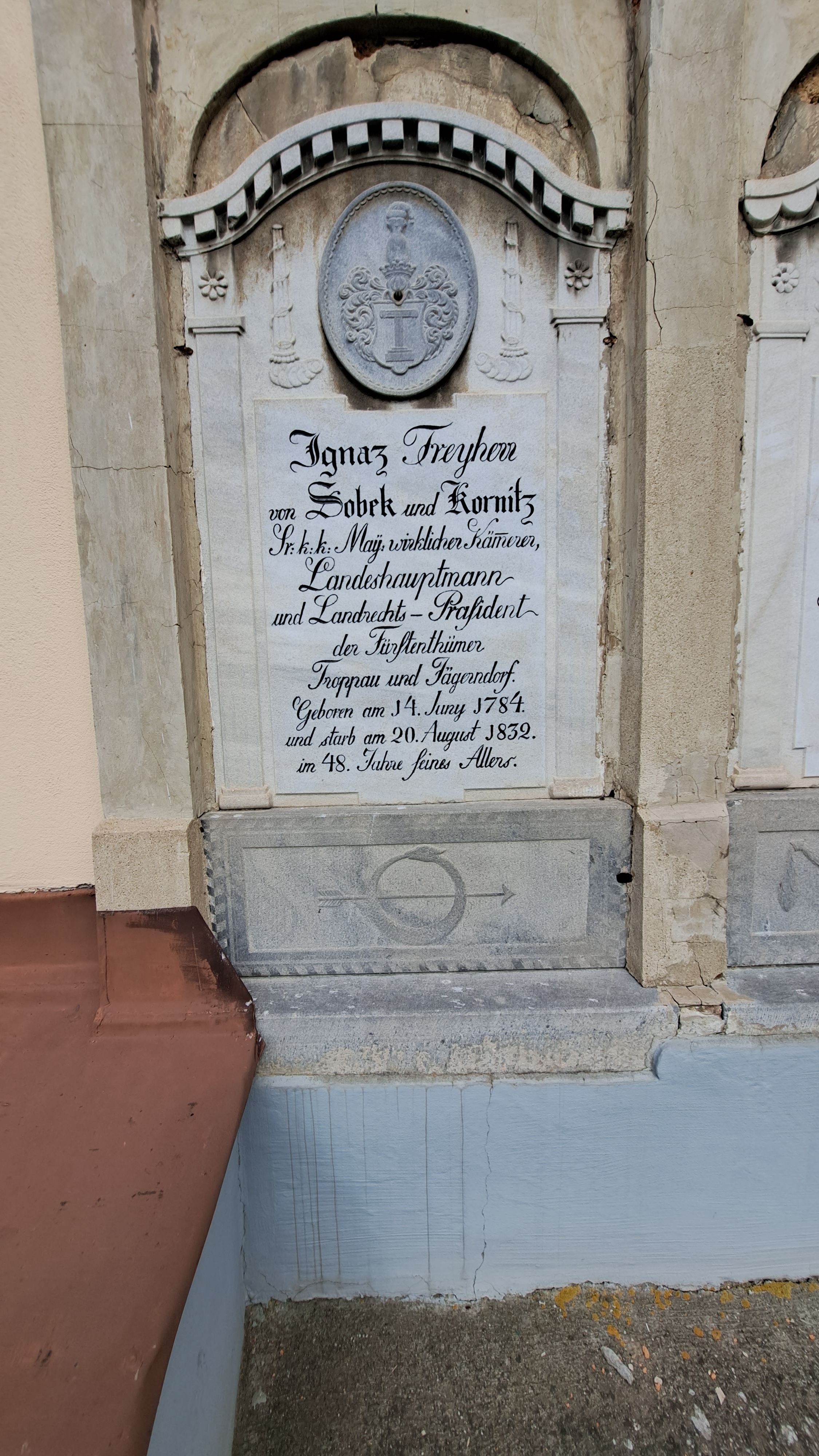
náhrobní deska - Ignác Sobek z Kornic (1784-1832)
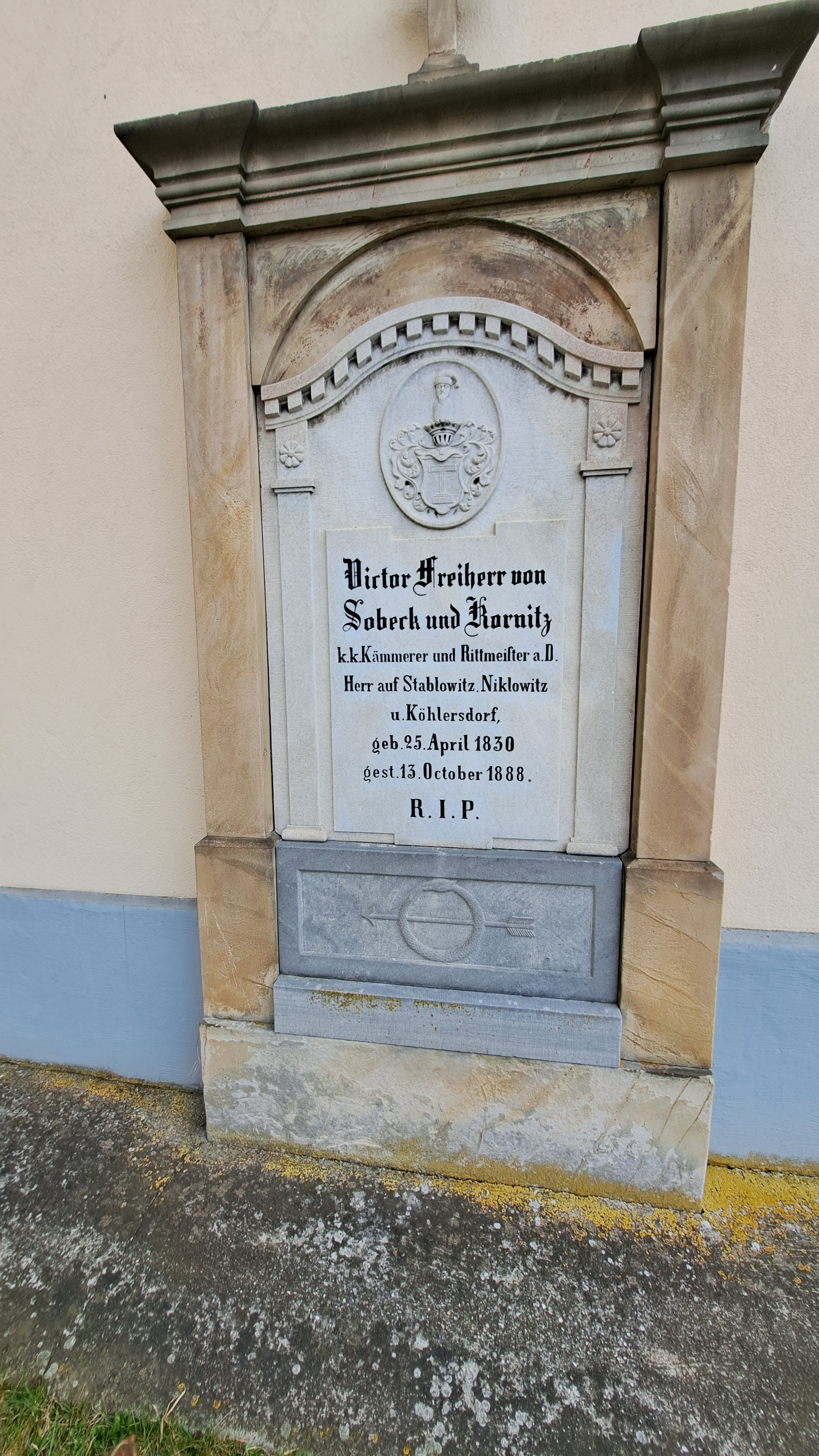
náhrobní deska - Viktor Sobek z Kornic (1830-1888)